# C. J. Wilson (football américain)
(en) Statistiques sur pro-football-reference
Clifford James Wilson (né le 30 mars 1987 à Belhaven) est un joueur américain de football américain. Il joue actuellement avec les Raiders d'Oakland.
Wilson évolue avec les East Carolina Pirates au poste de defensive end. Il se met sur la liste du draft de la NFL de 2010. Il est sélectionné lors du septième tour du draft au 230e choix par les Packers de Green Bay. Lors de sa saison de rookie, il joue six matchs (un match comme titulaire) et réalise treize tacles.